# Lumea apelor
Lumea apelor (titlu original Waterworld) (1995) este un film științifico-fantastic post apocaliptic regizat de Kevin Reynolds după un scenariu scris de Peter Rader și David Twohy. Filmul se bazează pe un scenariu original scris de Peter Rader în 1986. În film interpretează actorul Kevin Costner, care este și producătorul filmului. Este distribuit de Universal Pictures. Filmul este primul proiect comun al lui Kevin Costner și Kevin Reynolds de la realizarea filmului Robin Hood: Prince of Thieves în 1991.

## Povestea
Acțiunea are loc în 2468 pe o planetă Pământ acoperită aproape în totalitate de ape ca rezultat al topirii ghețarilor. Mariner (Kevin Costner) este o ființă ciudată, jumătate om, jumătate pește, care navighează de unul singur cu un trimaran. El vinde plante presupuse a fi magice supraviețuitorilor de pe o insulă artificială care trăiesc după reguli medievale. Aceștia îl închid în cele din urmă. Când insula este atacată de un grup de pirați conduși de îngrozitorul Deacon (Dennis Hopper), Mariner evadează împreună cu Helen (Jeanne Tripplehorn), o femeie de pe insulă, și cu presupusa ei fiică, Enola (Tina Majorino). Toată povestea se învârte în jurul acestei fetițe care are pe spate tatuată harta cu localizarea „Ținutului Uscat”, singurul petec de pământ rămas pe planetă.  